# フィンチリー
フィンチリー (英:Finchley) は、ロンドンのバーネット・ロンドン特別区にある地区。

## 姉妹都市
- ウガンダ ジンジャ
- フランス イル＝ド＝フランス地域圏セーヌ＝サン＝ドニ県ル・ランシー
- アメリカ合衆国 ニュージャージー州エセックス郡モンクレア
- ドイツ ノルトライン＝ヴェストファーレン州ジーゲン＝ヴィトゲンシュタイン郡

## ギャラリー

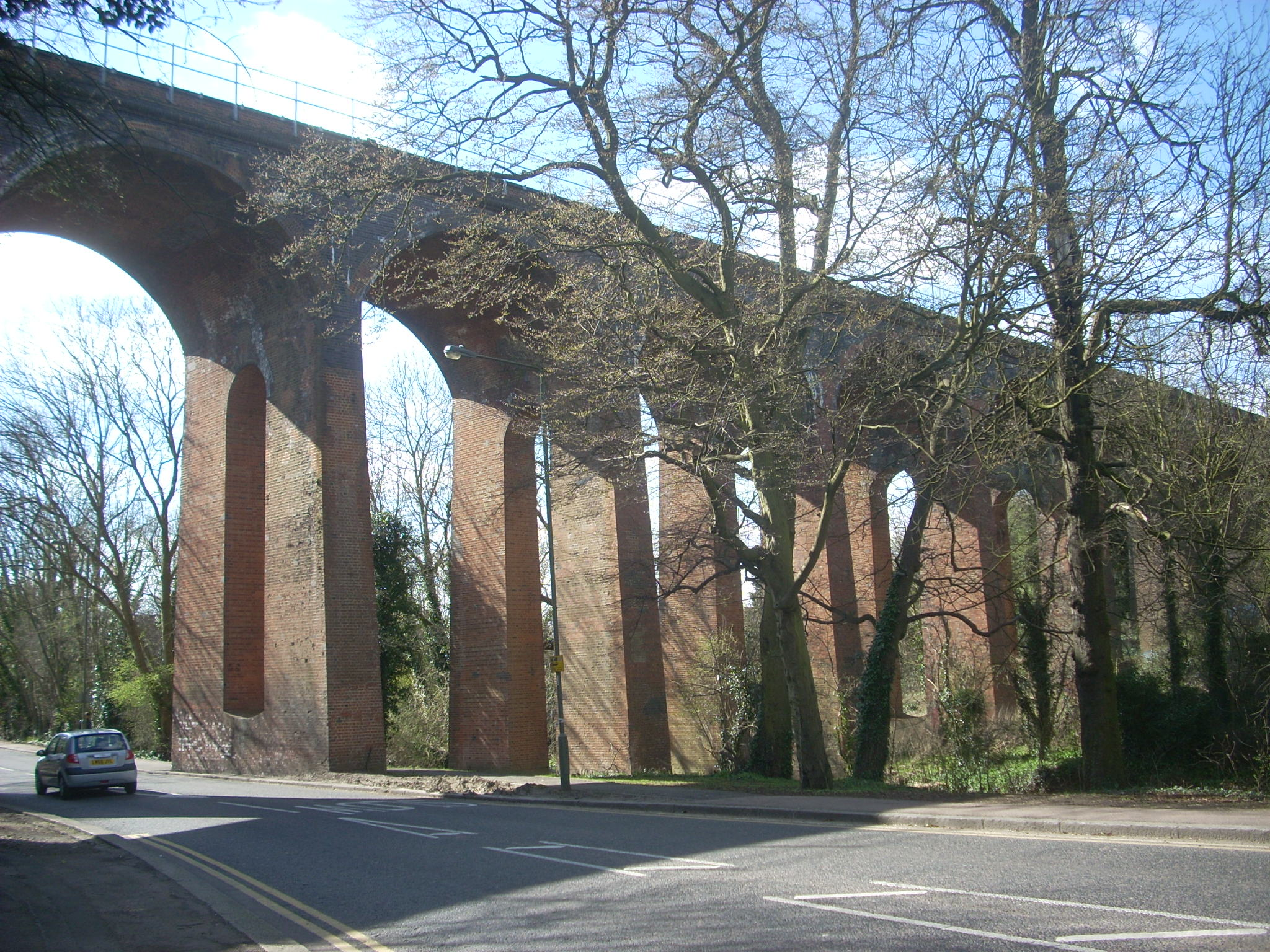
ドリス・ブルック高架橋（英語版）
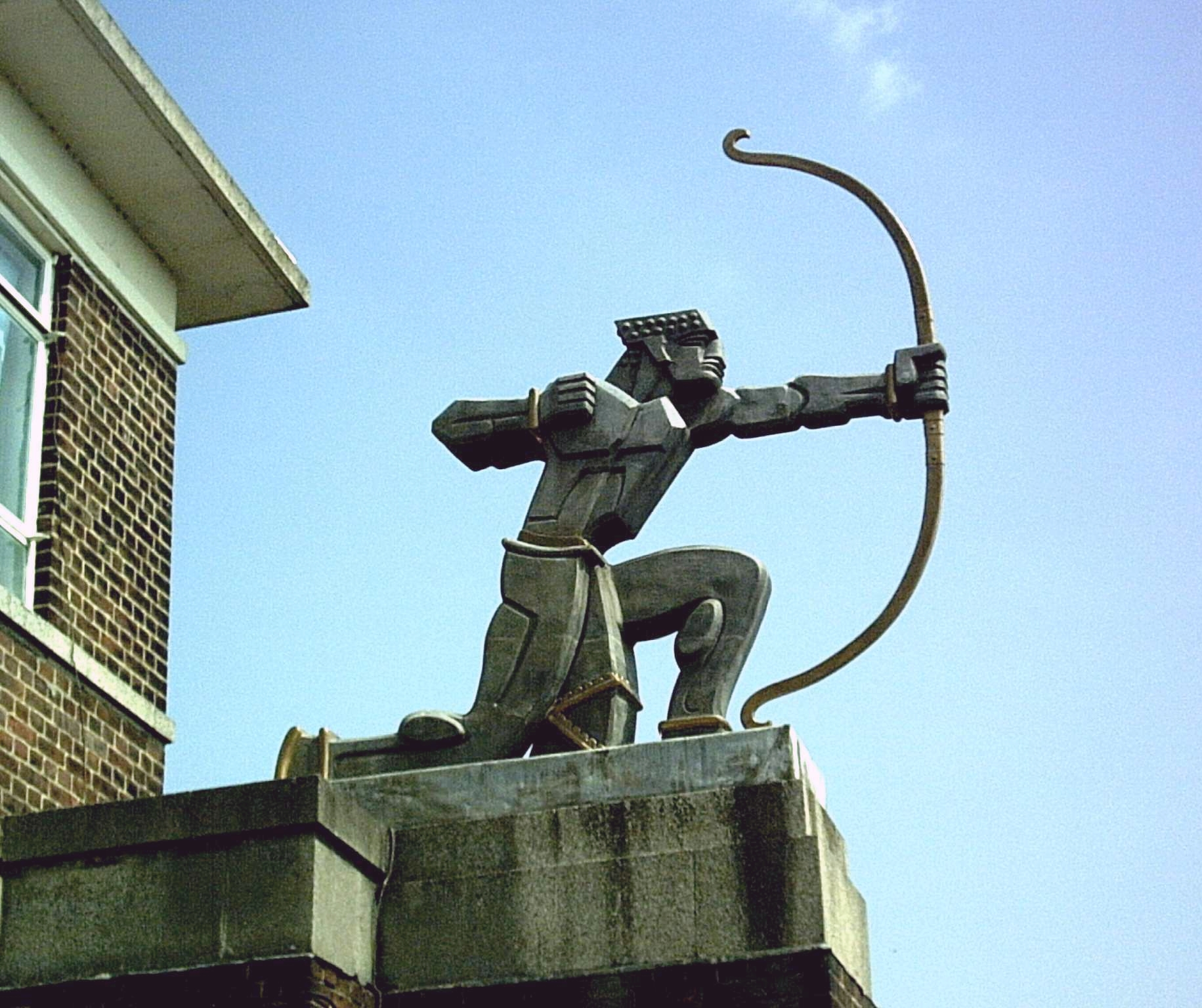
エリック・オーモニア（英語版）によるイースト・フィンチリー駅のアール・デコの 'Archer' （アーチャー）像
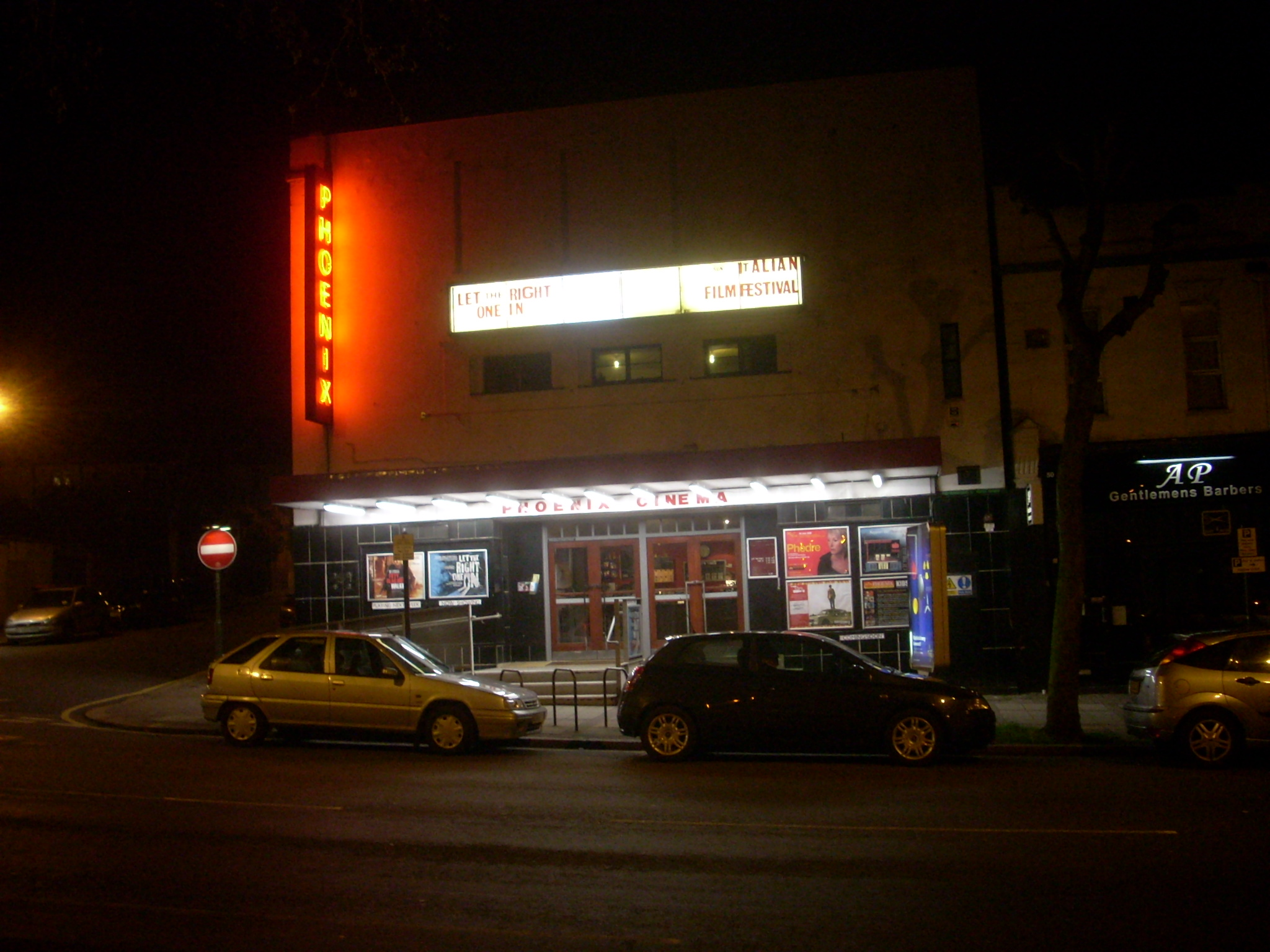
フェニックス・シネマ
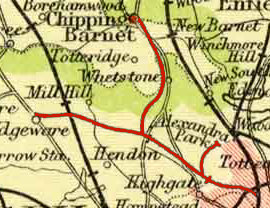
1900年の地図で強調表示されたエッジウェア、ハイゲート、ロンドン鉄道のルート